# Rosa Krüger
Rosa Krüger, née le 8 décembre 1861 à Kiel et morte le 24 mars 1936, est une artiste peintre allemande, spécialisée dans la peinture de fleurs et la peinture d'intérieurs.

## Biographie
Rosa Krüger est la fille de l'architecte Hermann Georg Krüger. Ses sœurs sont les peintres Clara von Sivers et Elisabeth Krüger. À Kiel, elle vivait avec chez père au no 49 du Düsternbrook.
Elle étudie avec sa sœur Elisabeth Adolfine à Berlin auprès de Karl Gussow et Franz Skarbina. Elle part ensuite, toujours avec sa sœur, suivre l'enseignement de Carl Frithjof Smith (de) à Munich.
Lors de la 1re exposition de l'association d'art du Schleswig-Holstein en 1894, elle expose des tableaux de fleurs ; deux portraits d'enfants, que l'on peut également y voir, sont le fruit d'un travail collaboratif avec sa sœur cadette.
Lors de l'exposition provinciale de 1896, elle est membre du jury et de la commission d'accrochage (commission qui décide du choix et de la disposition des tableaux d'une exposition) et en 1899 présidente de la commission d'exposition de l'Association artistique du Schleswig-Holstein (SHKG).
En 1921, elle vit à Berlin-Grunewald. Ses œuvres complètes, à l'exception des tableaux de Kiel, sont perdues.